# Świadkowie (serial telewizyjny)
Świadkowie (fr. Les Témoins) – francuski serial telewizyjny emitowany od 22 listopada 2014 roku przez belgijską stację La Une i od 8 marca 2015 roku przez francuską telewizję France 2. W Polsce emitowany jest od 22 marca 2015 roku na kanale 13 Ulica. Po sukcesie pierwszej, ośmioodcinkowej serii zapowiedziano produkcję drugiej, której emisja przewidziana jest na 2016 rok. 

## Fabuła
Akcja serialu rozgrywa się w nadmorskim miasteczku Le Tréport na północy Francji. Nieznani sprawcy wykopują na cmentarzach ciała i pozostawiają w domach na nowo budowanym osiedlu mieszkaniowym. Były komisarz policji Paul Maisonneuve jest pośrednio wplątany w sprawę. Śledztwo prowadzi detektyw Sandra Winckler.

## Obsada
- Thierry Lhermitte jako Paul Maisonneuve
- Marie Dompnier jako Sandra Winckler
- Laurent Lucas jako Kaz Gorbier
- Mehdi Nebbou jako Eric
- Jan Hammenecker jako Justin
- Catherine Mouchet jako Maxine "Max" Dubreuil
- Roxane Duran jako Laura
- Frédéric Bouraly jako szef kasyna